# حنوشی
حنوشی، روستایی از توابع بخش مرکزی شهرستان رامهرمز
در استان خوزستان ایران است.

## جمعیت
این روستا در دهستان حومه‌غربی قرار دارد و براساس سرشماری مرکز آمار ایران در سال ۱۳۸۵، جمعیت آن ۱۱۶ نفر (۱۷خانوار) بوده‌است.